# Waldo Valenzuela
Waldo Valenzuela Maturana (n. Ovalle; 1932) es un pintor chileno, profesor, académico y maestro de maestros, creador de la tradicional muestra antofagastina “Cristo en el arte”.

## Biografía
Se inició pintando en Ovalle, su ciudad natal, en 1951. Realizó sus estudios superiores en la Escuela de Bellas Artes de la Universidad de Chile, en Santiago, obteniendo su licenciatura en Artes Plásticas con mención en pintura. 
Desde 1960 está vinculado al movimiento pictórico de Antofagasta como pintor y docente en el Liceo Experimental Artístico (LEA), la Universidad Católica del Norte y la Universidad de Antofagasta.
Ha sido gestor y protagonista de salones colectivos como "Cristo en el arte" (desde 1978) de la Universidad Católica del Norte y "Plástica antofagastina" (1983).
Para Cristo en el arte, es una muestra que gira en torno a la Vida, Pasión y Muerte de Cristo que acaeció has más de 2.000 años, pero que prosigue a través del dolor provocado por los desastres de la naturaleza o por las estructuras de inequidad e injusticia en la sociedad.

Desde que adoptó a su profesión la virtud de la enseñanza, varios artistas, que hoy gozan de un nombre en la pintura del norte, trabajaron con él en distintas instalaciones de arte. Entre ellos Juan Salva, Alejandro Cerezo y Marko Franasovic.
Respecto a Valenzuela, Andrés Sabella dijo: “Valenzuela es de aquellos que hicieron del norte una vocación, dejando tentaciones de moda y ventajas de taller ”a gusto de”, para intentar la hermosa aventura de expresar a la tierra y al hombre de nuestra Región. Waldo nació para el arte, batallando con estas fuerzas. Este ha sido su mérito y su definición. Hijo de Ovalle, Waldo intima con sus verdes y no teme encuestar a los ocres y los grises que nos hechizan y nos conmueven en la austeridad de nuestras pampas”

## Inicios y maduración de su estilo
Durante su carrera, ha desarrollado 3 etapas. Cuando llegó a Antofagasta lo primero que exhibió -y así se da a conocer- fue la etapa del Chile Profundo, paisajes de los valles transversales de la cuarta región y zona central. Era pintura realista, naturalista y costumbrista, totalmente en contra de la pintura de vanguardia que comenzó haciendo. Posteriormente trata de hacer una pintura de contenido religioso, inspirado en un arte bizantino antes que el latinoamericano. Luego comienza a recuperar el fuego incandescente de la matriz latinoamericana, recuperando a través del Realismo Mágico, y que ha marcado su estilo hasta la actualidad.
Su pintura tiene tres fuentes de inspiración: El paisaje del norte, el misterio de la mujer y  Cristo.
Junto al escritor Sergio Gaytán, investigan y escriben el libro “Historia del Arte en la Región de Antofagasta” (2018), documentando contenido histórico y estético del arte desarrollado en la región, desde el prehispánico (11 mil años) hasta la actualidad.

## Amistad con Andrés Sabella
Desde el Vagón Cultural que recorrió el Norte de Chile, desde Calera a Iquique (1951), dirigido por Sabella. Se detuvo en Ovalle y allí Andrés conoció a un delgado y moreno estudiante de secundaria, pero que pintaba muy lindo, era Waldo Valenzuela. Fue Sabella quien le organizó la primera muestra individual. 
Lo curioso es que este joven pintor, y gracias a que su padre era dueño de una librería en Ovalle, ya el año 1951 había leído y se había encantado con Norte Grande, La novela del Salitre, obra de Sabella.
El destino les tenía guardada una grata sorpresa: una larga y entrañable amistad en que compartieron arte, literatura, cultura y, por sobre todo, un inmenso amor por el Norte Grande.

## Reconocimientos
- La Municipalidad de Antofagasta le otorgó en 1998 su más alta distinción: el Ancla de Oro.
- En los 45 años de trayectoria educativa del Liceo Experimental Artístico (LEA) se inauguró la moderna sala de exposiciones con pinacoteca “Waldo Valenzuela Maturana”, en honor al destacado pintor.